# Aleksander Żytkiewicz
Aleksander Żytkiewicz ps. Jastrzębski, Morawski, Albin Morawski (ur. 30 stycznia 1903 w Boguchwale, zm. 26 marca 1978 w Olsztynie) – oficer Wojska Polskiego i Armii Krajowej, członek ruchu oporu podczas II wojny światowej.

## Życiorys
Jak ochotnik walczył w III powstaniu śląskim w szeregach 8. Pszczyńskiego Pułku Piechoty pod dowództwem kpt. Franciszka Rataja. Następnie był wychowankiem Korpusu Kadetów Nr 1, gdzie w 1923 roku zdał maturę. Od 1925 roku został przeniesiony do rezerwy jako oficer łączności z przydziałem mobilizacyjnym do 28 Pułku Artylerii Lekkiej. Podjął studia historyczne na Uniwersytecie Warszawskim, gdzie pracował następnie jako urzędnik administracji aż do 1939 roku.

Został zmobilizowany w dniu 24 września 1939 roku. Służył w szeregach 28. PAL w randze dowódcy dywizjonu, a następnie pułku, uczestnicząc m.in. w obronie Twierdzy Modlin. Został wzięty do niewoli niemieckiej, trafiając do obozu jenieckiego w Działdowie, skąd zbiegł. Powrócił do Warszawy i przeszedł do konspiracji, wstępując w szeregi Tajnej Armii Polskiej, gdzie pełnił m.in. funkcje komendanta powiatu II Okręgu. Po scaleniu TAP z Związkiem Walki Zbrojnej, a następnie Armią Krajową wszedł w skład "Wachlarza", gdzie wraz z ppor. Jerzym Czelejem kierował Oddziałem V Łącznościowym (1942). Wskutek zagrożenia aresztowaniem został w grudniu 1942 roku urlopowany i upuścił stolicę, pozostają bez przydziału organizacyjnego. Przywołany do służby rozkazem ppłk. Adama Remigiusza Grocholskiego, powrócił do Warszawy, gdzie został aresztowany w dniu 7 kwietnia 1943 roku podczas mszy w kościele św. Michała Archanioła i św. Floriana na Pradze. Po miesięcznym pobycie na Pawiaku został przewieziony do KL Auschwitz-Birkenau (nr obozowy 121678). W obozie, pracując w różnych komandach (m.in. w Zimmereikommando i SS-Unterkunftskammer), brał udział w obozowej konspiracji, kierowanej przez płk. Władysława Smereczyńskiego. W październiku 1944 roku został przeniesiony do KL Groß-Rosen, skąd trafił do KL Flossenbürg-Leitmeritz, gdzie doczekał wyzwolenia w dniu 9 maja 1945 roku.

Po wojnie mieszkał w Olsztynie.

## Ordery i odznaczenia
- Krzyż Walecznych
- Srebrny Krzyż Zasługi po raz drugi (12 kwietnia 1938)[1]
- Krzyż Niepodległości
- Krzyż na Śląskiej Wstędze Waleczności i Zasługi
- Medal „Za udział w wojnie obronnej 1939”
- Medal 10-lecia Polski Ludowej